# Дворяков, Михаил Илларионович
Михаил Илларионович Дворяко́в (род. 2 января 1950, Могилёв, Белорусская ССР) — белорусский тренер велосипедного спорта, мастер спорта СССР, заслуженный тренер БССР (1984). Заведующий кафедрой велосипедного, конькобежного и конного спорта в Белорусском государственном университете физической культуры с 1993 года, доцент. Председатель белорусской федерации велосипедного спорта (1999-2006), ныне первый заместитель председателя. Судья высшей национальной категории.

## Биография
Окончил Белорусский государственный Ордена Трудового Красного Знамени институт физической культуры.

## Награды
- Специальная премия Президента Республики Беларусь «Белорусский спортивный Олимп» (19 декабря 2023 года) — за значительный вклад в развитие физической культуры и спорта и активную деятельность по их популяризации, за развитие физкультурно-спортивных традиций, которые содействуют формированию гармоничной личности[2].

## Научные работы
Пособия
- Подружитесь с физкультурой / Н. А. Гамза, А. И. Разживин, В. М. Миронов, Л. К. Дворецкий, В. Ф. Дроздов, Е. А. Кошевая, И. М. Булах, С. Я. Юранов, М. И. Дворяков, П. П. Булатов, В. М. Киселев, В. Н. Пальчевский, И. И. Альшевский, Н. Н. Анисимов, Е. М. Геллер. Минск: Полымя, 1985, 255 с.
- Особенности методики спортивной тренировки велосипедистов 12—14 лет / С. Я. Юранов, В. В. Каминский, М. И. Дворяков и др. Минск, 1990, 21 с.
- Организация и судейство занятий по маунтинбайку / М. И. Дворяков, Е. Н. Шупикова. Минск: БГУФК, 2009, 35 с.
- Общая организация велоспорта, судейство соревнований по велоспорту на шоссе и БМХ / Е. Н. Шупикова, М. И. Дворяков, М. М. Ковылин. Минск: Республиканский учебно-методический центр физического воспитания населения, 2011, 220 с.
- Справочник по истории велосипедного спорта Беларуси (заслуженные тренеры СССР, БССР, РБ) (ч. 1) / Минск: БГУФК, Республиканский учебно-методический центр физического воспитания населения, 2012, 27 с.

Статьи
- Динамика функциональной подготовленности велосипедистов / С. Я. Юранов, В. В. Соловцов, М. И. Дворяков и др. Вопросы теории и практики физической культуры и спорта. — Минск: Полымя, 1991. — В. 21. — С. 118—122.
- Причины отсева велосипедистов из ДЮСШ / М. И. Дворяков, С. Я. Юранов, А. В. Хоревич. Тезисы докладов республиканской научно-практической конференции «Проблемы спорта высших достижений». — Минск: БГОТКЗИФК, 1994. — С. 80—81.
- Беларусь в Пхёнчхане-2018 / И. В. Усенко, М. И. Дворяков. «Мир спорта», 2018, № 1 (70), С. 2—8.